# 福严寺 (昔阳)
福严寺是一座元代古建筑,位于中国山西省晋中市昔阳县赵壁乡黄岩村。
2003年1月15日，公布为第一批晋中市文物保护单位。2016年6月6日公布为第五批山西省文物保护单位，编号5-67。